# 水寨镇 (济南市)
水寨镇，是中华人民共和国山東省济南市章丘区下辖的一个乡镇级行政单位。

## 行政区划
水寨镇下辖以下地区：
水南村、水北村、郝家楼村、王家桥村、隗家村、赵官桥村、康家村、南辛村、彭刘村、孟庄村、门东村、门口村、苑李村、高高村、鲁高村、马高村、季周村、北范村、狮子口村、北张村、贾庄村、辛丰村、张林村、东殿村、西殿村、罗绫村、赵百户村、垛寨村、托寨村、郑家村、太平村和范家村。